# Magnus Oil Field
Magnus Oil Field är ett oljefält i Nordsjön utanför Storbritannien. Det ligger 160 km nordost om Shetlandsöarna.
Fältet upptäcktes 1974 av British Petroleum på ett djup av 2709 m under havsbotten. Produktionen startade 1983 och oljan transporteras via pipeline till Shetlandsöarna medan gasen går i en annan pipeline till Aberdeen. 2017, efter 24 års produktion, såldes 25% av fältet till Enquest, ett oljebolag som specialiserat sig på fält som är sitt slutskede, med en option att även förvärva resterande del. Enquest tog även över som operatör.